# Thiem & Company
Thiem & Company war ein US-amerikanischer Hersteller von Motoren und Fahrzeugen.

## Unternehmensgeschichte
Das Unternehmen hatte seinen Sitz in Saint Paul in Minnesota. Die älteste bekannte Erwähnung stammt vom 3. April  1897. Eine zweite Quelle bestätigt 1897. Zu der Zeit stellte es Fahrräder her. Um 1900 kamen Ottomotoren dazu. 1901 begann die Produktion von Automobilen. Der Markenname lautete Thiem. 1903 endete die Automobilproduktion.
Die Virtue & Pound Manufacturing Company aus Owatonna in Minnesota übernahm Anfang 1903 die Produktionsrechte und die Maschinen für einen bestimmten Motorentyp und setzte die Produktion dieser Motoren sowie einiger Autos bis 1904 unter Beibehaltung des Markennamens fort.
Thiem & Company nahm 1903 die Produktion von Motorrädern auf und fertigte weiterhin Motoren. 1910 wurde das Unternehmen aufgelöst. Eine andere Quelle nennt ab 1905 die Thiem Manufacturing Company.
Edward Thiem gründete daraufhin zusammen mit Fred Joerns Joerns-Thiem Motor Car Company und Joerns-Thiem Motor Company. Daneben gab es noch die Joerns Motor Manufacturing Company.

## Kraftfahrzeuge
Die Fahrzeuge hatten einen Einzylinder-Ottomotor. Die Motorleistung war gering. Die Aufbauten waren einfache Motorbuggies.
Für 1903 sind Motoren mit 3 PS Leistung überliefert.